# Амвросий (Зертис-Каменский)
Архиепи́скоп Амвро́сий (в миру — Андрей Степанович Зертис-Каменский; 17 (28) октября 1708, Нежин — 16 (27) сентября 1771, Москва) — епископ Русской Церкви; с 18 января 1768 года архиепископ Московский; член Святейшего синода.

## Биография
Родился 17 октября 1708 года в Нежине в молдавской дворянской семье. Его родителем был Стефан Зертис (Зертыш), бывший переводчиком у гетмана Мазепы и освобождённый, согласно рассказам, слышанным Бантыш-Каменским от своего отца, который был родным по матери внуком С. Зертиса, по взятии Батурина князем Меншиковым в ноябре 1708 года: тот был привязан к пушке за несогласие с изменою батуринцев.

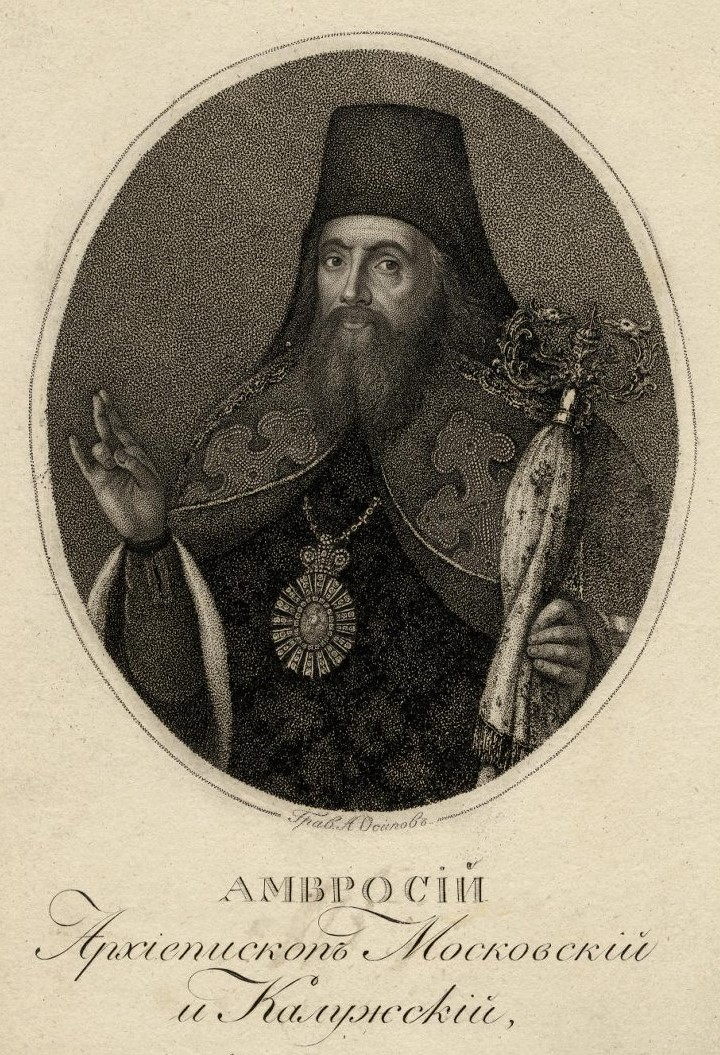
Амвросий, архиепископ Московский и Калужский. Гравюра 1813 г.

Рано лишившись отца, остался на попечении своего дяди по матери, старца Киево-Печерской лавры Владимира Каменского, фамилию которого он присоединил к своей при поступлении в Киевскую духовную академию.
В 1739 году пострижен в монахи, был учителем в Александро-Невской духовной семинарии, в 1742 году назначен префектом этой семинарии, а 5 апреля 1748 года — архимандритом ставропигиального Новоиерусалимского монастыря и членом Святейшего Синода.
17 ноября 1753 года хиротонисан во епископа Переславского и Дмитровского.
С 1761 года — епископ Сарский и Подонский.
В 1764 году возведён в сан архиепископа.
В 1768 году императрица Екатерина II назначила его архиепископом Московским и поручила ему возобновление трёх московских соборов: Успенского, Благовещенского и Архангельского. При благоустройстве зданий Чудова монастыря Амвросий употребил много своих личных средств.
Участвовал в ликвидации эпидемии чумы в Москве в 1771 году.

## Смерть

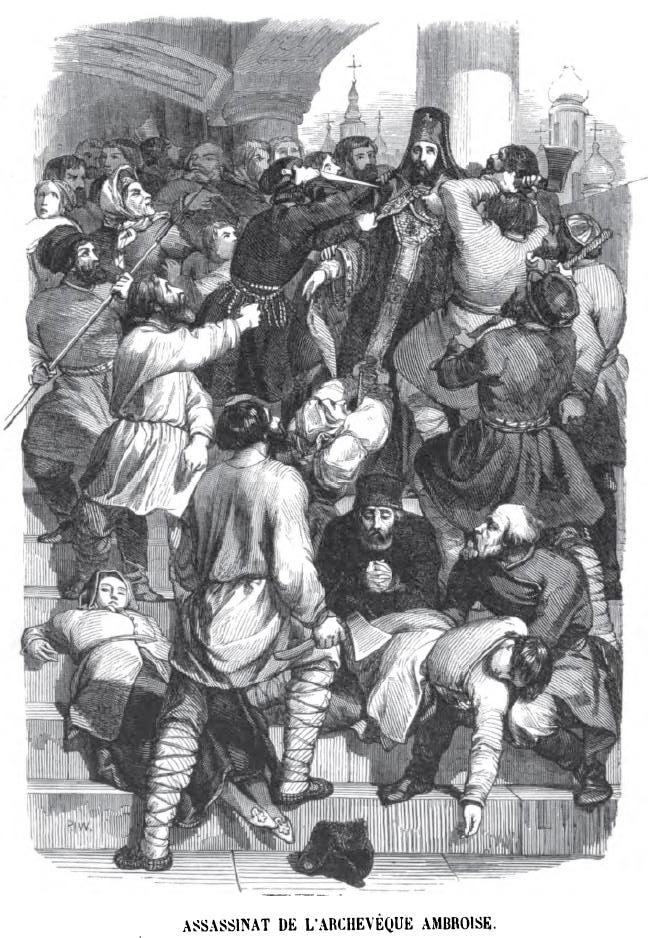
Гравюра Шарля Жеффруа из книги Les mystères de la Russie: Tableau politique et morale de l'empire Russe. 1845

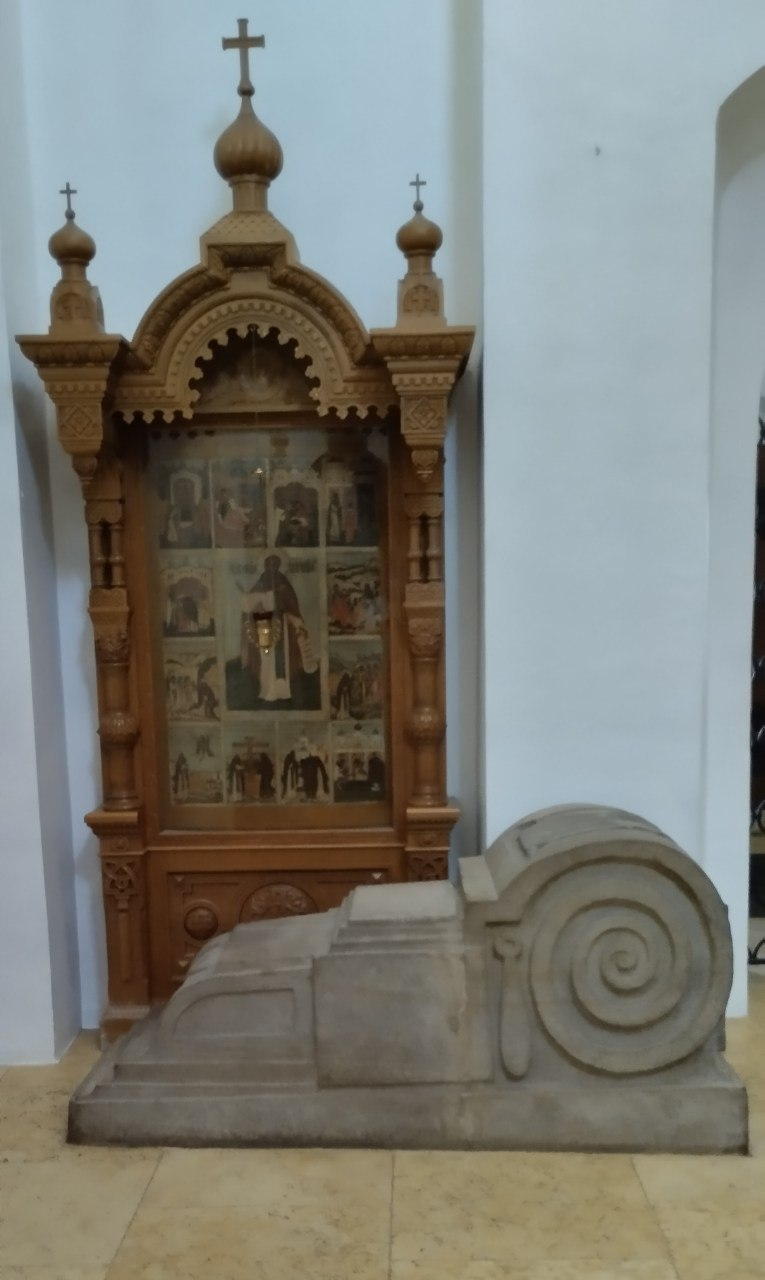
Надгробный памятник на месте погребения архиепископа Амвросия (Зертис-Каменского)

Амвросий погиб трагической смертью, растерзанный толпою 16 сентября 1771 года у Донского монастыря при возмущении народа во время чумы, свирепствовавшей в Москве. Причиной его убийства стало распоряжение запечатать короб для приношений Боголюбской иконе Божией Матери, а саму икону убрать в церковь Кира и Иоанна — во избежание скоплений народа и дальнейшего распространения эпидемии (в народе распространялось поверье в чудотворность иконы и в то, что она может исцелить от «моровой язвы»).
15 сентября 1771 года после звона колокольного набата несколько тысяч людей, вооруженных дубинами, топорами, камнями и кольями, собрались у Варварских и Ильинских ворот с криками: «Грабят Богородицу!» В этот день толпа ворвалась в Чудов монастырь в Кремле и разграбила его. На следующий день, толпа  двинулась к Донскому монастырю, в котором укрывался архиепископ. Священнослужителя нашли на хорах храма монастыря, вытащили за стены и устроили публичный допрос. Один из восставших, дворовый Василий Андреев, ударил Амвросия колом, после чего архиепископа долго били и истязали. 17 сентября тело убитого внесли в Малый собор, где оно оставалось до прибытия графа Григория Орлова.
Определением Святейшего синода от 28 сентября 1771 года убийцы архиепископа были преданы анафеме и повешены.
По распоряжению Григория Орлова 4 октября Амвросий торжественно погребён в Донском монастыре в Москве, в Малом соборе. Надгробный памятник сохранился с небольшими утратами.

## Литературное наследие
Амвросий много переводил с латинского и греческого языков. Важнейшим из его переводных трудов считается перевод с еврейского подлинника Псалтыри. Из его оригинальных произведений сохранилось только одно — «Служба святому митрополиту Дмитрию Ростовскому».
Амвросию приписывают во время эпидемии чумы составление «Наставления, данного священникам, каким образом около зараженных, больных и умерших поступать».

## В культуре
- Фильм «Чумной бунт» (1981) Студия Центрнаучфильм[4].
- Расследованию гибели митрополита Амвросия посвящен исторический детектив «Сыск во время чумы», автор Далия Трускиновская.